# Stiepan Kołyczew
Stiepan Aleksiejewicz Kołyczew był rosyjskim dyplomatą żyjącym w drugiej połowie XVIII wieku. 
W latach 1783–1795 był ambasadorem Rosji w Hadze, zastępując na tym stanowisku Arkadego Iwanowicza Morkowa.